# Richard Hell

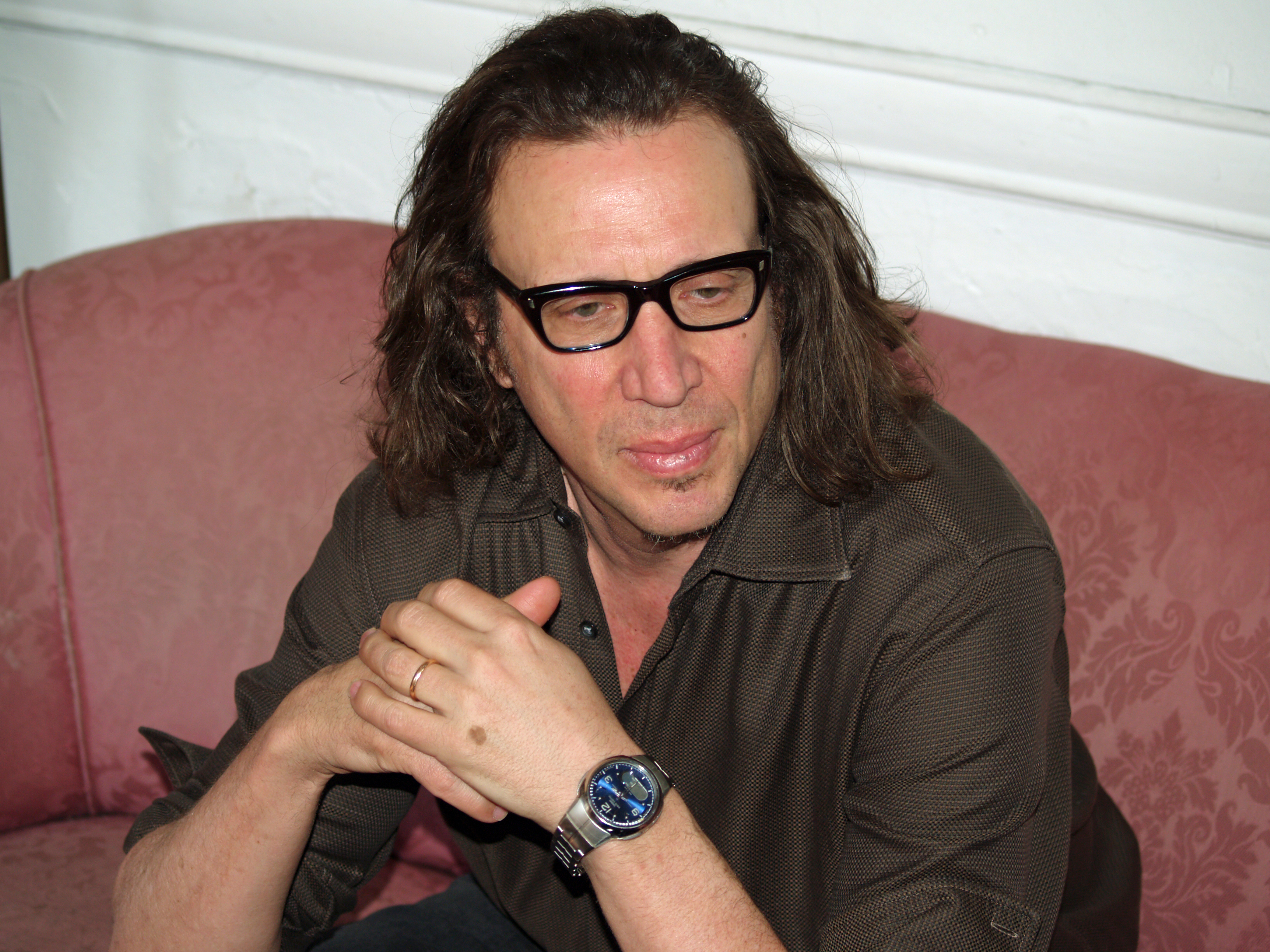
Richard Hell (2008)

Richard Hell (geboren Richard Meyers; 2 oktober 1949) is een Amerikaanse zanger, songwriter, basgitarist, en schrijver.
Hell is het meest bekend als voorman in de punkband Richard Hell & The Voidoids. Hun album Blank Generation uit 1977 heeft veel bands beïnvloed. Het nummer Blank Generation op het album wordt genoemd als een van de top tien punknummers aller tijden.
Hell groeide op in Lexington (Kentucky) in de jaren vijftig. Hij werd opgevoed door zijn moeder nadat zijn vader overleed toen Richard Hell zeven jaar was. Hell volgde de Sanford Preparatory in Delaware voor een jaar en werd vrienden met Tom Miller (later Tom Verlaine). Hij maakte zijn school niet af maar vertrok naar New York. Hij publiceerde gedichten nog voor zijn 21e verjaardag in verschillende bladen, waaronder Rolling Stone. Samen met Tom Verlaine publiceerde hij in ook 1971 onder het vrouwelijke pseudoniem Theresa Stern. De foto van haar was een combinatie van hem en Verlaine.
In 1969 voegde Verlaine zich bij Hell in New York en vormden de Neon Boys. In 1974 werd een tweede gitarist bij de groep gevoegd en werd de naam gewijzigd in Television.
Televisions optredens op CBGB brachten de punkscene vooruit, en inspireerde een groot aantal nieuwe artiesten waaronder Patti Smith.
In 1975 vormde Hell samen met Jerry Nolan en Johnny Thunders de punkband Heartbreakers, later ook bekend als Johnny Thunders and The Heartbreakers. Deze band vormde de harde kern van de New Yorkse punkbeweging. De Heartbreakers gingen onder andere veel om met leden van de Ramones. Alle leden waren berucht, mede door hun gebruik van hard-drugs zoals heroïne.
Hell speelde zijn nummer "Blank Generation" in zijn Television-periode. In 1975 verliet Hell de band na een onenigheid over de creatieve richting die ze op wilden gaan. In 1976 startte Hell een nieuwe band Richard Hell & the Voidoids samen met Robert Quine, Ivan Julian and Marc Bell. The band maakte twee albums.

## Discografie
- 1977: Blank Generation
- 1982: Destiny Street
- 1984: Time
- 1989: Funhunt [live]
- 1992: Dim Stars
- 1992: Dim Stars EP
- 2005: Spurts, The Richard Hell Story

- Bibliothèque nationale de France: cb135272739 (data)
- Gemeinsame Normdatei: 129056014
- International Standard Name Identifier: 0000 0000 6390 2985
- Library of Congress Control Number: n92027162
- MusicBrainz: 5c04c739-afeb-43de-a7cb-0991f625e1f6
- Bibliotheek van het Japanse parlement: 00999856
- Nederlandse Thesaurus van Auteursnamen: 097912751
- SNAC: w6rf8m7r
- Système universitaire de documentation: 050385089
- Union List of Artist Names: 500460023
- Virtual International Authority File: 50877788